# TrackMania (jeu vidéo, 2010)
Vous lisez un « bon article » labellisé en 2018.  Il fait partie d'un « bon thème ».
Pour la série, voir TrackMania. Pour le premier jeu de la série, voir TrackMania (jeu vidéo, 2003). Pour le jeu de 2020, voir TrackMania.
TrackMania (ou TrackMania Wii, et TrackMania: Build to Race en Amérique du Nord) est un jeu de course développé par Firebrand Games et édité par Focus Home Interactive en Europe le 23 septembre 2010 et par City Interactive en Amérique du Nord le 24 mars 2011. Premier jeu de la franchise TrackMania sur console de salon, il en adapte le concept offrant une approche atypique par rapport aux créations du même genre, de par son gameplay simple orienté arcade et son éditeur de niveau.
TrackMania est développé par le studio britannique Firebrand Games, qui a conçu TrackMania DS un an plus tôt en 2009. Le studio adapte son moteur de jeu multi-plate nommé Octane, et comble principalement le manque de la version DS relevé par tous les observateurs : l'absence de module multijoueur en ligne.
TrackMania reçoit un accueil globalement positif de la part de la presse spécialisée lors de sa sortie. La conversion est considérée comme réussie, en conservant le gameplay et le fun de la franchise. Mais les graphismes sont très critiqués, qualifiés de « vieillots » avec des textures de très basse qualité, comme la musique très sévèrement jugée. Dans leur ensemble, les critiques regrettent également les ralentissements du jeu en écran splitté. Parallèlement à ce jeu, Firebrand Games développe un second opus sur Nintendo DS qui sort le même jour en septembre 2010, TrackMania Turbo. Par la suite, la franchise très prolifique connait de nombreux nouveaux opus développés par Nadeo.

## Système de jeu

### Généralités
TrackMania est un jeu de course affiché dans une vue à la troisième personne, au gameplay simpliste et atypique, très orienté arcade,,. C'est une adaptation sur console de la franchise TrackMania sortie sur PC. Le jeu, centré sur la conduite, est très éloigné des simulations complexes et réalistes du genre. Il ne figure donc aucun affichage de dégât, aucune statistique, aucun réglage de véhicule à effectuer, pas de passage de vitesse,,,. Au contraire, le jeu propose des contrôles très basiques. Les pistes sont souvent en hauteur avec de nombreux sauts, loopings et des virages relevés. Les circuits ressemblent à ceux des jouets miniatures, de voitures télécommandées, comme la ceux de marque Scalextric,. Les véhicules concurrents dirigés par l'intelligence artificielle (dont l'affichage est désactivable) présentent les meilleurs temps, et ne peuvent être percutés,. Si des trajectoires se croisent, les véhicules se chevauchent, il n'y a donc jamais de collision. Ces véhicules fantômes, ou « ghosts » peuvent donc être traversés. Sur la piste, figure aussi le ghost du meilleur temps du joueur,.
Le joueur participe à des courses qui se déroulent sur des circuits ou des pistes sur lesquels il doit rallier l'arrivée en passant parfois par des checkpoints,,. Chaque course est chronométrée et les meilleurs temps sont récompensés d'une médaille de bronze, d'argent, ou d'or. Un quatrième type de médaille peut être obtenu, la médaille Firebrand (qui remplace la médaille Nadeo), par les joueurs qui battent le record des développeurs,. Chaque victoire permet au joueur de progresser dans un classement. En fonction de ses résultats, le joueur gagne des skill points en mode solo et des ladder points en ligne,. Chaque course permet également au joueur de récolter des coppers, la monnaie virtuelle du jeu. Le joueur peut s'en servir dans la boutique, pour acheter des skins pour les voitures ou de nouveaux éléments de construction pour l'éditeur de niveau, mais aussi les circuits et des succès,,. Le joueur peut débloquer et compléter de nombreux succès proposés par le jeu,.
Le concept de TrackMania impose une grande part de méthode essai-erreur, afin de découvrir et maitriser les particularités de chaque piste,. Pour faciliter cet aspect, un bouton permet de recommencer instantanément la partie, soit au début de la course soit au dernier checkpoint, sans aucun temps de chargement,. Cependant, avant le lancement initial de chaque course, figure un temps de chargement de quelques secondes.
TrackMania propose trois positions de caméra. Le jeu est compatible avec la télécommande Wii seule, ou avec le Nunchuck, les manettes de jeu classiques, ou le volant Wii Wheel,. Le jeu permet de partager les circuits créés via l'éditeur grâce à la fonctionnalité Connexion Wi-Fi Nintendo. Il permet également de partager ou télécharger n'importe quel « ghost » (véhicule concurrent).

### Éditeur de niveau
Le jeu propose comme à l'accoutumée un éditeur de niveau permettant au joueur de créer ses propres pistes, en utilisant la télécommande Wii comme un pointeur,. Il fonctionne de la même manière que son prédécesseur sur Nintendo DS dans le jeu TrackMania DS. Il comporte plus de mille éléments de construction, appelés blocs. Ces blocs doivent être progressivement achetés à l'aide des coppers. Le joueur dispose des habituels blocs de ligne droite, de virage, de bosse, de looping, d'accélération, de ligne d'arrivée et de départ, de checkpoint, ou des panneaux pour signaler un virage par exemple. Un outil de dessin permet de tracer des routes à main levée à l'aide du stylet. Le joueur peut tester son circuit rapidement et à tout moment. L'éditeur offre un didacticiel afin d'aider à sa prise en main,.

### Environnements
TrackMania offre la totalité des environnements créés jusque-là (en 2010), excepté « bay », soit « Island », « Stadium », « Desert », « Rally », « Coast » et « Snow ». Six types de véhicule sont disponibles, soit un pour chaque univers et chacune de ces voitures dispose d'un comportement propre. Certains véhicules sont plus rapides que d'autres, tournent plus facilement ou sont plus lourds. Le joueur doit donc adapter son type de conduite à chaque environnement. Le jeu propose plusieurs ambiances et luminosité, notamment le coucher de soleil,.
Les pistes sont plus ou moins longues, les courses peuvent durer de quelques secondes à plus d'une minute. Le jeu propose plus de 200 pistes classées dans cinq niveaux de difficulté différents (entrainement, facile, moyen, difficile et extrême). La difficulté est donc graduelle à mesure que le joueur gagne des courses et passe aux suivantes. Les pistes offrent parfois plusieurs chemins alternatifs possibles. En mode course, chaque niveau de difficulté de chaque environnement comporte cinq pistes, saut les niveaux extrêmes qui comportent une seule piste. Cinq pistes supplémentaires par environnement peuvent être débloquées si le joueur gagne toutes les courses. Ce mode totalise donc plus de 120 circuits et au total près de 200 pour l'ensemble du mode solo.
L'environnement Stadium se déroule dans un stade futuriste, et propose un véhicule ressemblant à une monoplace de Formule 1,,. Cette voiture, très rapide, a de grandes difficultés à tourner. L'univers Rally se déroule sur des routes de campagne accidentées, agrémentées d'édifices médiévaux comme des châteaux ou des remparts sur lesquels il est parfois possible de rouler. Le véhicule est une voiture de rallye à la direction sensible,, qui ressemble à une Renault 5 Turbo. L'environnement Coast se déroule dans un décor ressemblant à la côte méditerranéenne, sur des pistes étroites situées en bord de mer, et sur parties balisées de circuits. Cet univers propose un gros roadster doté d'une vitesse de pointe limitée et qui a tendance à déraper très facilement en virage,,. Island est un univers centré sur la vitesse, qui se déroule sur de larges routes s'apparentant à de grandes autoroutes. Le véhicule est une voiture sportive surpuissante très rapide mais qui a tendance à déraper,,,. Desert se situe dans un univers ressemblant à un canyon. Cet environnement propose une voiture de type muscle car survireuse aux suspensions atypiques, obligeant souvent à prendre les virages sur deux roues. Snow se déroule dans un environnement enneigé, sur routes, avec des parties intégralement ou partiellement verglacées, ou sur des pistes recouvertes de plancher de bois,. Le véhicule est un pick-up qui ressemble à une Jeep,, doté d'une accélération importante,.

### Modes de jeu
TrackMania intègre en solo les modes de jeu « Course », « Puzzle » et « Plate-forme ». Le mode « Course » consiste à réaliser le meilleur temps sur chaque piste,. Dans le mode « Plate-forme », le joueur doit enchainer les sauts sur différentes plates-formes, sans chuter ou se retourner, et terminer la course sans réinitialiser au dernier checkpoint,,,,. Ce mode ne prend pas en compte le temps mis pour franchir la ligne d'arrivée. Dans le mode « Puzzle », le joueur doit compléter judicieusement une piste non-terminée, avec un nombre limité de blocs de construction de l'éditeur de niveau, en reliant un départ et une arrivée prédéfinis. L'objectif est par la suite de tenter de réaliser le meilleur temps sur celle-ci,,,.

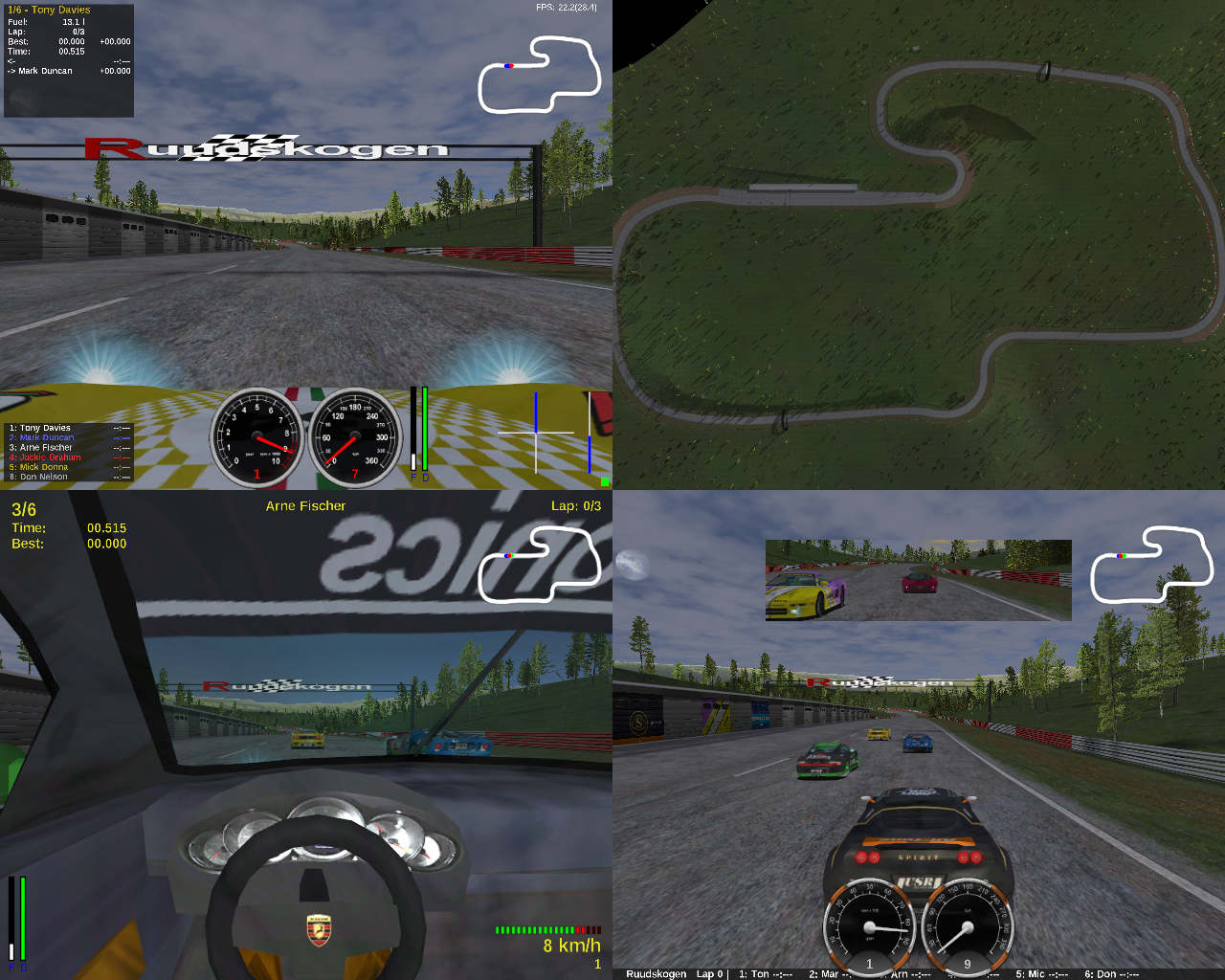
Le multijoueur permet de jouer jusqu'à quatre en écran splitté.

Le multijoueur permet de jouer en hotseat jusqu'à huit joueurs, afin de réaliser le meilleur temps. Le jeu est également possible en équipe à deux joueurs. Il permet de jouer jusqu'à quatre en écran splitté en réseau local connecté via la Connexion Wi-Fi Nintendo,. En local, figurent deux modes de jeu. Dans le « Contre-la-montre », chaque joueur tente de réaliser le meilleur temps, et dans le mode « Rounds », les joueurs enchainent plusieurs manches, le premier et le second gagnent des points et le joueur qui totalise un certain nombre de points prédéfini gagne la partie.
Le jeu multijoueur en ligne est possible jusqu'à six joueurs en même temps. Il bénéficie des mêmes modes qu'en réseau local, « Contre-la-montre » et « Rounds ». Le multijoueur permet de créer une liste d'amis (joueurs en ligne). Le joueur peut ainsi partager les circuits qu'il a créés via cette liste. Un système de classements mondiaux de joueurs en ligne, et dans le cercle d'amis, est intégré au jeu,. En fonction de ses résultats, le joueur gagne des ladder points pour progresser dans ce classement. Les courses en ligne peuvent être choisies en fonction du niveau des joueurs.

## Développement
TrackMania est développé par le studio britannique Firebrand Games, qui a conçu TrackMania DS un an plus tôt en 2009,. L'équipe responsable de ce dernier est entièrement reconduite, complétée par plusieurs éléments de la filiale américaine de Firebrand. La pré-production du jeu débute à la fin de l'année 2008, mais le processus de développement ne commence réellement qu'au début de l'année 2009. C'est la première adaptation sur Wii du moteur de jeu maison appelé Octane. Malgré les nombreuses similitudes avec TrackMania Turbo qui sort le même jour, la version Wii est une création bien distincte de la version Nintendo DS. Les deux jeux sont réalisés par deux équipes différentes. Par exemple, les interfaces sont très différentes, ou les pistes sont beaucoup plus grandes sur la console de salon. Les deux jeux partagent cependant certaines parties du code, ou certains choix de conception. Toutefois, la plupart des membres de l'équipe a, à un moment ou à un autre, également travaillé temporairement sur la version DS.
Depuis sa création, le moteur de jeu Octane est développé comme un logiciel indépendant à toute plate-forme de jeu. Par exemple dans les nombreux jeux l'utilisant sur DS, les versions du moteur comportent une partie spécifique à la portable, le moins possible selon les explications de Firebrand. L'équipe considère donc le portage du moteur comme facile. D'un autre côté, les membres de l'équipe ont déjà développé sur d'autres consoles chez leurs précédents employeurs, par exemple sur PlayStation et PlayStation 2, Nintendo 64, GameCube et Xbox.
Pour l'équipe, travailler sur Wii est une grande avancée en termes de niveau de détails et de valeur de production. Elle estime que le plus grand défi en matière de conception a été d'adapter l'interface de jeu. La Wii prend en charge une variété de systèmes de contrôle, l'équipe tient donc à en utiliser le maximum. Elle s'attache à adapter toutes les fonctionnalités de la version PC, afin de ne pas léser les joueurs sur console. Nadeo, comme pour les versions Nintendo DS de TrackMania, donne des indications sur ce qu'elle estime nécessaire d'inclure dans la version Wii. Le développeur français est très protecteur avec sa propriété intellectuelle, selon Firebrand à juste titre.
Tous les environnements créés jusque-là dans la franchise sont inclus sauf « Bay ». Celui-ci ne peut pas être ajouté à cause des limitations techniques de la console Wii, qui n'arrive pas afficher correctement les décors de cet univers, notamment les grands buildings. De son côté, l'environnement « Coast » subit des adaptations pour mieux s'intégrer au support.

## Bande-son
La bande-son de TrackMania est composée par l'artiste français Doo,. Les décisions en la matière sont du fait de l'éditeur du jeu Focus Home Interactive. Elle intègre des musiques disco, pour la plupart des titres issus des précédents jeux.

## Commercialisation
TrackMania est annoncé le 30 juin 2009 lors de l'IDEF, un salon du jeu vidéo réservé aux professionnels se déroulant à Cannes. La sortie du jeu est alors prévue pour le début de l'année suivante. Le 7 septembre 2010, elle est annoncée pour le 23 septembre qui suit. Le jeu est donc publié le 23 septembre 2010 en Europe, vendu seul ou dans une offre groupée avec un volant Wii Wheel personnalisé à l'effigie de la franchise,,.
En Australie, le jeu est édité par QV Software à l'automne 2010.

Logo de la version nord-américaine du jeu.

En Amérique du Nord, la sortie, via l'éditeur DreamCatcher Interactive, est continuellement repoussée pendant toute l'année 2010, depuis l'été, à l'automne, ainsi qu'à Noël, puis en hiver,. Le 3 mai 2010, Engadget annonce la sortie le 26 mai qui suit. IGN annonce le 28 juin 2010 la sortie du jeu pour le 13 juillet suivant. Elle est finalement officiellement prévue pour le 20 juillet 2010. Cependant la veille, le 19 juillet, l'éditeur DreamCatcher déclare ne pas comprendre pourquoi cette date est toujours affichée partout sur Internet alors que tous les grossistes ont déjà été prévenus que la sortie ne pouvait être effectuée à cette date et qu'elle serait reportée à décembre 2010. Le 1er décembre 2010, City Interactive dévoile son line up dans lequel figurent TrackMania et TrackMania Turbo, dont les sorties sont annoncées pour le début de l'année 2011. Les deux jeux portent alors les nouveaux sous-titres Build to Race et Build to Race DS. GameSpot annonce en février 2011 la sortie de TrackMania pour le 22 du mois, puis l'annonce en mars pour le 15 mars 2011. Fin février 2011, IGN annonce la sortie pour le 22 mars suivant . Le jeu sort finalement en Amérique du Nord le 24 mars 2011,.

## Accueil
TrackMania reçoit un accueil globalement positif de la part de la presse spécialisée lors de sa sortie. La conversion est considérée comme réussie, conservant le gameplay et le fun de la franchise. Mais les graphismes sont très critiqués, qualifiés de « vieillots » avec des textures de très basse qualité, comme la musique très sévèrement jugée. Dans leur ensemble, les critiques regrettent également les ralentissements du jeu en écran splitté. Le jeu obtient une moyenne de notes de 74 % sur Metacritic sur la base de 17 critiques, et de 75,89 % sur GameRankings sur la base de 9 critiques.
Gamekult considère que le gameplay « arcade de TrackMania n'a pas bougé » et que « le fun est [bien] là ». Le site, et Gameblog, apprécient la longueur importante de la campagne solo,. Official Nintendo Magazine regrette qu'il y ait trop peu de pistes dans le mode « Puzzle ». Le magazine juge également le niveau de difficulté élevé pour réussir à débloquer le contenu de ce mode, comme celui du mode « Plate-forme ». IGN a aussi le sentiment que le jeu est trop difficile, provoquant de la « frustration », pour un joueur qui veut essayer de gagner toutes les médailles. C'est un avis que partagent d'autres médias, tels que GameSpot ou Eurogamer,. Pour Jeuxvideo.com, la prise en main est immédiate et le joueur retrouve instantanément les sensations éprouvées sur PC. Mais le site juge l'interface « mal pensée ». Selon JeuxActu, la meilleure configuration des contrôles est la télécommande Wii seule, en utilisant la croix directionnelle et les boutons. Jeuxvideo.com juge aussi la croix comme la solution idéale, mais avec une manette de jeu, permettant de bénéficier de boutons mieux placés. Le site explique que pendant le jeu, il est possible de se tromper et d'appuyer intempestivement sur le bouton permettant de changer de vue, et que la configuration de la télécommande aurait pu être mieux pensée. De son côté, GameSpot apprécie le jeu avec la télécommande Wii et le Nunchuck, dont le stick analogique offre le plus de fluidité. Official Nintendo Magazine constate qu'il est parfois difficile de juger de la hauteur de certains blocs dans l'éditeur de niveau. Gamekult qualifie la gestion de l'éditeur à la télécommande de « fastidieuse ». Le site, comme Gameblog, le trouve beaucoup moins accessible que l'éditeur d'un jeu comme ModNation Racers.
GamePro.fr relève que le principal problème de la version DS a été réglé : l'absence de multijoueur en ligne. Gamekult estime que le multijoueur en ligne peut paraitre simple pour les nouveaux joueurs, en raison d'un nombre de modes de jeu assez limité. Nintendo Life regrette que le nombre de joueurs soit limité en ligne, provoquant une perte de sa « magie ». JeuxActu constate quelques lags et chutes de framerate durant le jeu en ligne. Jeuxvideo.com s'étonne que les développeurs n'aient pas jugé que l'affichage du chronomètre en plein milieu de l'écran et de l'action puisse gêner la conduite. Le site estime que la visibilité est limitée en écran splitté et qu'elle rencontre les mêmes ralentissements dans ce mode de jeu. GameSpot constate aussi les mêmes désagréments. Gamekult émet même une réserve technique concernant ce mode de jeu. Le site juge cependant le jeu fluide en ligne et en solo.
IGN regrette les graphismes « si datés », précisant que le jeu n'aurait pas été beau non-plus en 2008 (soit deux ans plus tôt). Le site relève des textures fades et laides, dans « un jeu où il ne se passe pas grand chose à l'écran ». Jeuxvideo.com voit des graphismes largement inférieurs à ceux de la version PC, avec des « textures pauvres ». Pour Gamekult, l'ensemble de la réalisation parait assez désuet. Selon GameSpot, les visuels sont décevants, avec des textures « faiblardes » et des « bords de modèles irréguliers ».
Selon Jeuxvideo.com, les thèmes de la série sont fidèlement repris, mais le son a tendance à saturer. Nintendo Life remarque que la plupart des musiques sont nouvelles, pas forcément « mauvaises », mais pas aussi « accrocheuses » que celles des précédents opus. Le site note cependant de la variété avec deux titres par environnement. Selon Gamekult, « la bande-son a l'air carrément sortie d'une compilation dancefloor libre de droit ». IGN critique sévèrement la bande-son « juste mauvaise ». Si le site apprécie les variations de style en fonction de l'environnement, il qualifie les « sons [de] synthétiques et ennuyeux ». GameSpot n'hésite pas à qualifier les musiques de « qualité inférieure ». Le site estime qu'elles ne facilitent pas le jeu, étant répétitives, sur des pistes compliquées qui doivent être rejouées plusieurs fois, et pouvant parfois être ressenties comme exaspérantes en cas de difficulté à les terminer.
IGN juge le jeu amusant mais atypique. Gamekult qualifie le jeu d'« adaptation pas dépourvue de maladresses mais honnête. » Jeuxvideo.com considère le portage de la franchise sur Wii de « réussi, [et] certes un peu moins séduisant visuellement. » C'est aussi l'avis de Nintendo Life. Selon GameSpot, « la musique et les graphismes décevants dissimilent un jeu solide et expansif. »

## Postérité

### Importance

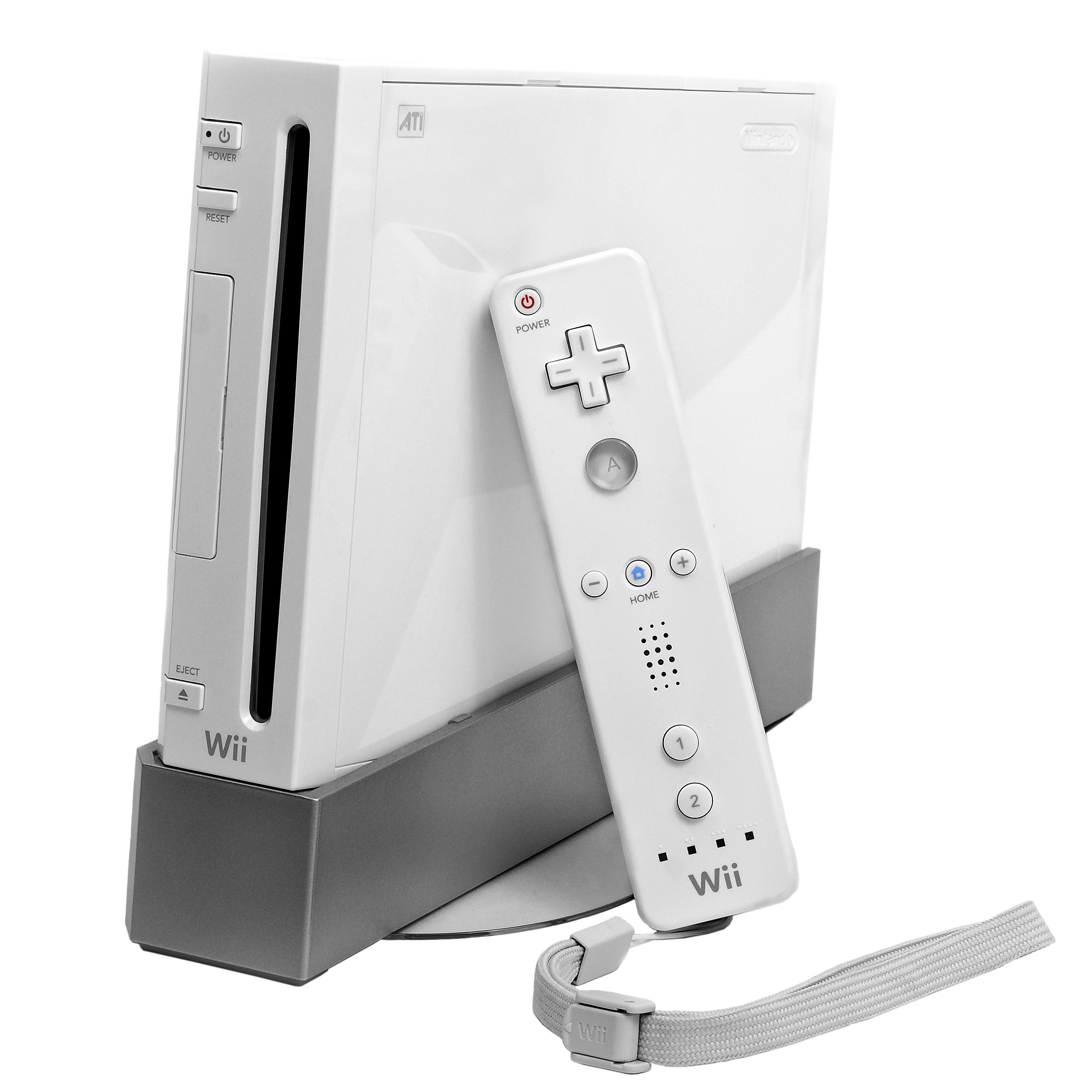
TrackMania est le dernier jeu de la franchise éponyme édité par Focus Home Interactive, et le premier jeu de l'éditeur sur console de salon, qui est jusque-là habitué à la plate-forme PC.

TrackMania est le premier jeu de la franchise éponyme à sortir sur console de salon, ici la Wii, les jeux étant sortis jusque-là sur PC et sur console portable en 2009, la Nintendo DS,. C'est la première fois que l'éditeur français Focus Home Interactive, habitué à la plate-forme PC, s'aventure dans l'édition d'un jeu sur console de salon. En outre, c'est aussi le dernier jeu TrackMania que Focus édite, puisque l'éditeur français Ubisoft rachète le studio français Nadeo en octobre 2009 et a, lors de cette opération, mis la main sur les droits d'édition de la franchise, que Focus n'a pas su sécuriser,.

### Série
Parallèlement à TrackMania Wii, Firebrand Games développe un nouvel opus sur Nintendo DS qui sort en même temps que le jeu Wii en septembre 2010, TrackMania Turbo.
De son côté, pendant le processus de création de TrackMania sur Wii et sur DS par Firebrand Games, Nadeo développe une nouvelle version de sa franchise phare, TrackMania². À partir de septembre 2011, Ubisoft publie cette série de jeux sur PC, proposant chacun un environnement particulier. TrackMania²: Canyon parait en 2011, TrackMania²: Stadium en 2013, TrackMania²: Valley en 2013 et TrackMania²: Lagoon en 2017. Les environnements sont inédits, sauf Stadium qui reprend l'univers du sport de Nations, mais l'intérêt essentiel est la possibilité de créer des modes de jeu personnalisés,,,.
TrackMania reste très longtemps sur la plate-forme PC et met beaucoup de temps pour trouver sa voie et arriver sur console à partir de 2008. Cependant, en 2016, Nadeo opte pour la première fois pour une publication multiplate-formes avec un nouveau jeu intitulé TrackMania Turbo, transposant tous les fondamentaux de la série sur consoles, notamment sur PlayStation 4 et Xbox One. Celui-ci présente des nouveautés telles que la génération procédurale de pistes, la conduite d'un véhicule à deux et une compatibilité avec Oculus Rift,, HTC Vive et le PlayStation VR,.

### Ressources primaires
1. 1 2 3 4 5 6 7 8 9  « Gameplay TrackMania : Les six environnements » [vidéo], sur Jeuxvideo.com, 29 septembre 2010.
2. ↑  (en) « TrackMania - Coast Tracks Video » [vidéo], sur IGN, 13 mai 2010.
3. ↑  (en) « TrackMania - Island Tracks Video » [vidéo], sur IGN, 13 mai 2010.
4. ↑  Firebrand Games. TrackMania (Wii). Focus Home Interactive. 23 septembre 2010.

### Interviews
1. 1 2 3 4 5 6 7 8 9 10 11 12 13 14  (en) Jorge Ba-oh, « Interview - Firebrand on TrackMania (Wii/Nintendo DS) », sur Cubed³, 25 mai 2011.
2. 1 2 3  (en) Eric Caoili, « Interview: Firebrand Games Hits the Gas On DS Racing », sur Gamasutra, 1er octobre 2008.

### Ressources secondaires
1. 1 2 3 4 5  Franck et Super Panda, « Reportage TrackMania : IDEF 2009 », sur Jeuxvideo.com, 30 juin 2009.
2. 1 2  (en) Infernal Monkey, « Trackmania receives poor retail support », sur Aussie-Nintendo.com, 20 octobre 2010.
3. 1 2 3 4  (en) Marc Nix, « TrackMania Wii & DS Back on Track », sur IGN, 26 février 2011.
4. ↑  (en) Thomas East, « Wii News: Trackmania Wii is best Wii racer - Firebrand », sur Official Nintendo Magazine, 4 avril 2010.
5. 1 2 3  Boulapoire, « TrackMania Wii : une salve d'images », sur Gamekult, 7 septembre 2010.
6. 1 2 3 4 5 6 7 8  (en) Jack DeVries, « TrackMania: Build to Race Review », sur IGN, 5 mai 2011.
7. 1 2 3 4 5 6 7 8  Florian Viel, « TrackMania Wii », sur JeuxActu, 9 juin 2010.
8. 1 2 3 4 5 6 7 8 9 10 11  Tubick, « Test : TrackMania (Wii) », sur Gamekult, 24 septembre 2010.
9. 1 2  Arnaud Papeguay, « TrackMania (Wii) », sur Micromania, 2010.
10. 1 2 3 4 5 6 7 8 9 10 11 12  (en) Craig Harris, « TrackMania Hands-on », sur IGN, 13 mai 2010.
11. 1 2 3 4 5 6 7 8 9 10 11 12 13  (en) Jane Douglas, « TrackMania: Build to Race Review », sur GameSpot, 15 mars 2011.
12. 1 2 3 4 5  (en) Chris Schilling, « TrackMania », sur Eurogamer, 5 octobre 2010.
13. 1 2 3 4 5 6 7 8 9 10 11 12 13 14 15 16 17 18 19  Camille, « Preview Trackmania Wii : Ca déménage aussi chez la Wii ! », sur Jeuxvideo.fr, 12 mai 2010.
14. 1 2 3 4 5 6 7 8 9  (en) Mike Rose, « TrackMania Wii - Review », sur Play.tm, 25 octobre 2010.
15. 1 2 3 4 5  Nourdine Nini, « Test. TrackMania Wii (Wii) », sur Gameblog, 23 septembre 2010.
16. 1 2 3 4 5 6 7 8 9 10 11  (en) Marcel van Duyn, « Review: TrackMania (Wii) », sur Nintendo Life, 17 octobre 2010.
17. 1 2 3 4 5 6  Maxime Chao, « Test TrackMania Wii », sur JeuxActu, 30 septembre 2010.
18. 1 2 3 4 5  (en) Thomas East, « Trackmania Wii review », sur Official Nintendo Magazine, 22 septembre 2010.
19. 1 2 3 4 5 6 7 8 9 10 11 12  (de) « TrackMania - Test, Rennspiel », sur 4Players.de, 19 novembre 2010.
20. ↑  Boulapoire, « TrackMania Wii montre son éditeur », sur Gamekult, 30 avril 2010.
21. 1 2  Nourdine Nini, « TrackMania Wii : impressions manettes en mains », sur Gameblog, 14 mai 2010.
22. 1 2 3 4 5 6 7 8 9 10 11 12 13 14 15  Tubick, « Test : TrackMania (Wii) », sur Gamekult, 24 septembre 2010.
23. 1 2 3  (en) Roger Hargreaves, « Games review – TrackMania unites on the Wii », sur Metro, 30 septembre 2010.
24. 1 2 3 4 5 6 7 8 9 10 11  Rivaol, « Test TrackMania sur Wii », sur Jeuxvideo.com, 27 septembre 2010.
25. 1 2  Rivaol, « Aperçu Trackmania sur Wii », sur Jeuxvideo.com, 20 mai 2010.
26. ↑  Stéphane Sautonie, « TrackMania Wii fonce en vidéo », sur JeuxActu, 22 septembre 2010.
27. 1 2 3  Boulapoire, « TrackMania annoncé sur Wii », sur Gamekult, 1er juillet 2009.
28. ↑  (en) 1 septembre 2016, « TrackMania: Build to Race (Nintendo Wii) », sur GameTZ.
29. ↑  Boulapoire, « TrackMania Wii sort son multi », sur Gamekult, 9 septembre 2010.
30. ↑  Pomchips, « [Brève] Trackmania Wii s’offre un volant custom », sur Nintendo-Master, 15 mars 2010.
31. 1 2  (en) JC Fletcher, « Introducing Trackmania Wii's track editor », sur Engadget, 3 mai 2010.
32. ↑  (en) IGN Staff, « Wii Games of Summer 2010 », sur IGN, 28 juin 2010.
33. ↑  (en) Jason Evangelho, « TrackMania Wii, TrackMania Turbo delayed until December 2010 », sur Examiner.com, 19 juillet 2010.
34. ↑  (en) IGN Staff, « City Interactive Unveils New Video Game Line Up », sur IGN, 1er décembre 2010.
35. ↑  (en) Eddie Makuch, « Shippin' Out February 20-26: Killzone 3, Bulletstorm », sur GameSpot, 22 février 2011.
36. ↑  (en) Eddie Makuch, « Shippin' Out March 13-19: Homefront, Shogun 2, Yakuza 4, Halo: Reach DLC », sur GameSpot, 14 mars 2011.
37. ↑  (en) « TrackMania: Build to Race », sur GameSpy.
38. 1 2  (en) « TrackMania: Build to Race », sur Metacritic, septembre 2018.
39. ↑  (en) « TrackMania: Build to Race for Wii », sur GameRankings, septembre 2018.
40. ↑  Mathieu Chartier, « Test : Trackmania Wii, au Wii Wheel ? », sur GamePro.fr, 24 septembre 2010.
41. ↑  (en) Andrew Hayward, « Review: TrackMania DS », sur The Escapist, 9 mars 2009.
42. ↑  Rédaction, « Interview Cédric Lagarrigue (Focus) », sur Jeuxvideo.com, 10 octobre 2009.
43. ↑  Tubick, « Test : TrackMania Turbo (DS) », sur Gamekult, 30 septembre 2010.
44. 1 2  Le0ben, « Test : TrackMania² Canyon », sur Gamekult, 26 septembre 2011.
45. 1 2  Cortez62, « Test de TrackMania 2 Stadium », sur Jeuxvideo.fr, 28 juin 2013.
46. 1 2  (en) Martin Robinson, « TrackMania 2 Valley review », sur Eurogamer, 17 juillet 2013.
47. 1 2  daFrans, « Test TrackMania² Lagoon : Un standalone qui arrive bien trop tard sur PC », sur Jeuxvideo.com, 7 juin 2017.
48. ↑  (en) « TrackMania », Edge, no 293,‎ juin 2016, p. 123.
49. ↑  (en) Martin Robinson, « TrackMania Turbo review », sur Eurogamer, 23 mars 2016.
50. ↑  (en) Jason D'Aprile, « TrackMania Turbo Review », sur GameSpot, 28 mars 2016.
51. ↑  Jarod, « Trackmania Turbo en VR avec une démo », sur Gamekult, 8 novembre 2016.
52. ↑  Maxime Chao, « TrackMania Turbo : une mise à jour qui rend le jeu compatible avec la VR », sur JeuxActu, 8 novembre 2016.